# Dirección facultativa

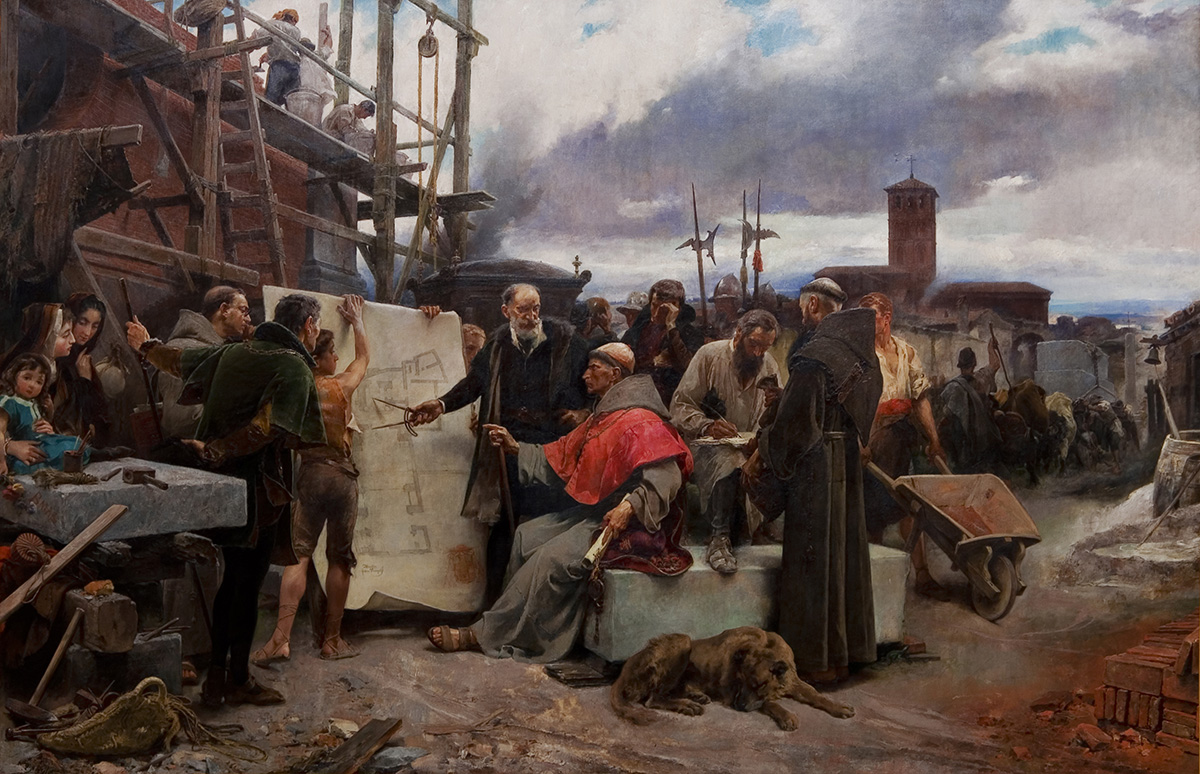
El cardenal Cisneros, dirigiendo las obras del Hospital de Illescas (en Toledo, España), de Alejandro Ferrant y Fischermans.

La dirección facultativa o dirección de obra es el grupo de profesionales en quienes recae la responsabilidad de dirigir las obras de una construcción. Entre sus atribuciones, debe supervisar la correcta ejecución de las obras según el proyecto arquitectónico y las buenas prácticas, así como controlar la calidad de los materiales y su correcta puesta en obra. 
Se entiende por dirección de obra a la función que el profesional con título habilitante e incumbencia desempeña controlando la fiel interpretación de los planos y de la documentación técnica que forma parte del proyecto y la revisión y extensión de los certificados correspondientes a pagos de la obra en ejecución, inclusive el ajuste final de los mismos. Por tal función se hace responsable frente a la autoridad competente, firmando los planos respectivos, juntamente con el propietario que con su firma ratifica ese nombramiento, y tácitamente lo admite hasta que se pida su remoción.
La dirección facultativa en minería (explotaciones, voladuras...) y construcción de obra subterránea (túneles, galerías, cavernas...)se denomina al cargo que desempeña la inspección y vigilancia, así como de todas las atribuciones directivas necesarias para el correcto desarrollo de las labores de explotación, construcción, cumplimiento de la legislación, reglamentos mineros y seguridad del personal.
En España, y según la Ley de Ordenación de la Edificación, Ley 38/1999 de 5 de noviembre, la dirección facultativa (DF) está integrada por:
- El director de obra (DO)
- El director de ejecución de obra (DEO)
- El coordinador de seguridad y salud (CSS)